# Ytterstholmen (Luleå)
Ytterstholmen  (buiten eiland) is een Zweeds eiland behorend tot de Lule-archipel. Het eiland ligt als een walvisjong naast haar "moeder" Sigfridsön. Het heeft geen vaste oeververbinding en kent enige bebouwing aan de noordzijde.